# الحرب (حفاش)

تعديل مصدري - تعديل

الحرب هي إحدى قرى عزلة بني دهمان بمديرية حفاش التابعة لمحافظة المحويت، بلغ تعداد سكانها 475 نسمة حسب تعداد اليمن لعام 2004.